# Uładzimir Waszkiewicz
Uładzimir Uładzimirawicz Waszkiewicz (biał. Уладзімір Уладзіміравіч Вашкевіч; ros. Владимир Владимирович Вашкевич, Władimir Władimirowicz Waszkiewicz; ur. 4 kwietnia 1969) – białoruski brydżysta, Mistrz Klubowy (PZBS).

## Wyniki brydżowe

### Zawody europejskie
W europejskich zawodach zdobył następujące lokaty:
| Zawody europejskie. Konkurencja teamów | Zawody europejskie. Konkurencja teamów | Zawody europejskie. Konkurencja teamów | Zawody europejskie. Konkurencja teamów | Zawody europejskie. Konkurencja teamów | Zawody europejskie. Konkurencja teamów |
| Rok                                    | Miejsce                                | Zawody                                 | Kategoria                              | Drużyna                                | Pozycja                                |
| -------------------------------------- | -------------------------------------- | -------------------------------------- | -------------------------------------- | -------------------------------------- | -------------------------------------- |
| 2009                                   | Wilno                                  | 2. Europejskie Zawody Małych Federacji | Open                                   | Belarus                                | 3                                      |

## Klasyfikacja
- Uładzimir Waszkiewicz – klasyfikacja WBF (ang.)
- Uładzimir Waszkiewicz – klasyfikacja EBL (ang.)
- Uładzimir Waszkiewicz – klasyfikacja PZBS